# 水户短期大学
水户短期大学（日语：／ Mito Tanki Daigaku *），简称水短，是过去一所位于日本茨城县水户市的私立短期大学。

## 概要

### 简介
- 学校最早可以追溯到1948年即水户簿记学院的创立。短期大学为于1964年开办、招収男女学生到2010年、停办于2012年[1][2]

### 历史
- 1964年 水户短期大学成立。并同时设置商经科分离为两个专攻、以下列举。
  - 第一部
  - 第二部[注 2]
- 1996年 专科成立。
- 1997年 专科为大学评价学位授予机构批准的专科。
- 2001年 商经科改编为经济信息学科。
- 2010年 最后一年招生、次年停止招生（正式停办于2012年3月31日[1]）。

## 学校环境
- 校区：在了茨城县水户市[注 1]

## 历任校长
- 田中重信：第一代短期大学校长[3]。
- 田中睦启：最后短期大学校长[1]

## 组织

### 学科
- 经济信息学科
  - 第一部
  - 第二部[注 2]

### 专科
| - 税务专攻 |

### 业余课程
| - 没有 |

### 附属学校
- 高等学校
  - 附属高等学校:成立于1959年[4]
  - 附属水户高等学校:成立于1985年[4]

## 相关链接
- 日本短期大学列表